# خوان کارلوس مورنو (بازیکن فوتبال)
خوان کارلوس مورنو (انگلیسی: Juan Carlos Moreno؛ زادهٔ ۱۹ آوریل ۱۹۷۵) بازیکن فوتبال اهل اسپانیا است.
از باشگاه‌هایی که در آن بازی کرده‌است می‌توان به باشگاه فوتبال نومانسیا، باشگاه فوتبال رکریتیوو اوئلوا، باشگاه فوتبال آلباسته بالومپیه، باشگاه فوتبال بارسلونا بی، و باشگاه فوتبال بارسلونا اشاره کرد.
وی همچنین در تیم ملی فوتبال زیر ۱۸ سال اسپانیا بازی کرده‌است.